# Amethystkuckuck
Der Amethystkuckuck (Chrysococcyx xanthorhynchus) ist eine südostasiatische Kuckucksart. Die Art umfasst zwei Unterarten: C. x. xanthorhynchus und C. x. amethystinus (Vigors 1831).

## Merkmale
Das Männchen der Nominatform ist oberseits violett-glänzend gefärbt, die Unterseiten sind weiß mit schwarzer Sperberung. Der Geschlechtsdimorphismus ist stark ausgeprägt: Das Kopfgefieder des Weibchens ist braun-grau, die Oberseite des Gefieders braun-grün glänzend gefärbt. Die Unterseite ist weiß mit grün-braun glänzender Sperberung. Beide Geschlechter besitzen einen auffallenden roten Ring um die Augen. Die Männchen der Subspezies C. x. amethystinus erscheinen blau-glänzend mit violetten Reflexen. Das Weibchen gleicht dem Aussehen nach der Nominatform. Der Amethystkuckuck wird etwa 16 cm groß.

## Verbreitung
Der Amethystkuckuck ist ein Bewohner der Orientalis. Das Verbreitungsgebiet der Nominatform umfasst die Hinterindische Halbinsel, Sumatra, Java und Borneo, während C. x. amethystinus auf den meisten Inseln der Philippinen vorkommt. Im größten Teil des Verbreitungsgebietes ist der Amethystkuckuck selten, lokal treten größere Populationen, wie z. B. auf der Malaiischen Halbinsel auf. Aus diesem Grund, sowie der Größe des Verbreitungsgebietes und der Anspruchslosigkeit bei der Habitatswahl wird der Amethystkuckuck seitens der IUCN als nicht gefährdet angesehen, obwohl keine Populationsgrößenschätzungen vorliegen.

## Lebensweise
Der Amethystkuckuck bewohnt immergrüne Wälder des Tieflandes, Mangroven und Feuchtgebiete ebenso wie anthropogen geschaffene Habitate wie Plantagen, Gärten und Parks. Hauptnahrung sind Insekten, die oftmals im Flug gefangen werden. Auch Früchte sind Bestandteil der Nahrung. Wie alle anderen Arten der Gattung Chrysococcyx, sind Amethystkuckucke Brutparasiten. Hauptwirtsvögel sind Arten der Nektarvögel, Grasmückenartigen und Timalien.